# Hermod Hermodsson
Magnus Hermod Hermodsson, född 19 augusti 1880 på Tegelberga gård,  Västra Alstads socken, Malmöhus län, död där 9 mars 1959, var en svensk tegelfabrikant, lantbrukare, målare och tecknare. Han var bror till Harald Hermodsson.
Han var son till tegelbruksägaren Lars Hermodsson och Elna Månsson samt gift med Anna Elfrida Ingeborg Larsson och kusin till konstnären Per Månsson. Vid sidan av sitt arbete med driften av ett jord- och tegelbruk var Hermodsson konstnärligt engagerad och umgicks flitigt i konstnärskretsar bland annat tillhörde Svante Bergh och Ernst Norlind hans närmaste vänkrets. Han fick ingen formell konstutbildning utan bedrev omfattande självstudier med resor till Tyskland, Italien och Danmark dessutom fick han viss vägledning från sina vänner i konstnärskretsarna. Han genomförde en uppmärksammad separatutställning på Gummesons konsthall i Stockholm 1954 och han medverkade i ett flertal samlingsutställningar. Hans konst består av små landskapsskildringar utförda i akvarell eller blyerts.